# Heinrich Julius Klaproth
Heinrich Julius Klaproth (Berlin, Poroszország, 1783. október 11. – Párizs, Franciaország, 1835. augusztus 28.) német nyelvész, filológus, orientalista, utazó, a Magyar Tudós Társaság külső tagja. Noha nyelvészeti-filológiai életműve nem minden vonatkozásában bizonyult maradandónak, munkásságával ösztönzőleg hatott az indoeurópai nyelvek tudományos kutatására, illetve a Kaukázus népeinek nyelvészeti, néprajzi megismerésére. Martin Heinrich Klaproth (1743–1817) kémikus fia.

## Életútja
Középiskolai tanulmányait szülővárosában végezte, majd 1801-től a Hallei Egyetemen hallgatott klasszika-filológiát. Tanulmányai befejeztével pártfogója, a történész és író Jan Potocki ajánlotta I. Sándor orosz cár figyelmébe az ifjú tudóst, akit hamarosan meg is hívtak a szentpétervári orosz udvarba. A cári kormány az 1805–1806-ban Kínába utazó Jurij Alekszandrovics Golovkin nagykövet kíséretének tolmácsi feladatait osztotta Klaprothra, aki a hivatalos út végeztével további egy évet töltött Dél-Szibériában, s csak 1807-ben tért vissza Moszkvába. 1807 és 1808 között az Orosz Tudományos Akadémia megbízásából hosszabb tanulmányutat tett a Kaukázusban. Néhány év további oroszországi tartózkodás után 1811-ben tért haza Poroszországba, de csakhamar Franciaországban telepedett le.
Az orosz udvar által folyósított nyugdíj mellé további megélhetési forrást biztosított számára, hogy a porosz uralkodó, III. Frigyes Vilmos – Wilhelm von Humboldt nyelvész és államférfi kezdeményezésére – még 1811-ben a keleti nyelvek és irodalom címzetes tanárává nevezte ki. Tényleges elfoglaltsággal nem járt a cím, így hátralévő éveit Párizsban élte le, és nyelvészeti kutatásokkal, illetve kéziratai sajtó alá rendezésével foglalatoskodott.

## Munkássága
Noha apja, Martin Heinrich Klaproth, a nevezetes német kémikus vegyésznek szánta fiát, Klaproth érdeklődését kora ifjúságától kezdve a keleti nyelvek vonzották. Eleinte főképp a kínai nyelvet tanulmányozta, pályája során azonban kutatásai kiterjedtek más ázsiai nyelvekre is. 1805–1807-es távol-keleti útja során – a szentpétervári akadémia megbízásából – kínai és mongol kéziratok gyűjtésével foglalkozott, később kínai és mandzsu szöveggyűjteményeket adott ki, de tanulmányozta az ujgur nyelvet is. Elkészítette a szentpétervári Cári Közkönyvtár, majd a Berlini Királyi Könyvtár kínai és mandzsu nyelvű kéziratainak katalógusát. A grúz nyelv szótárának és nyelvtanának összeállításával a kaukázusi nyelv egyik első tudományos feldolgozói közé tartozott. Az 1820-as években heves vitát folytatott Jean-François Champollionnal, számos ponton támadta a francia egyiptológus hieroglifafejtéseit.
Az első olyan diffuzionista nyelvészek közé tartozott, akik Közép-Ázsiában, de Indián kívül keresték az európai nyelvek, s főként a német őshazáját. Tanulmányaiban ő használta elsőként a ma indoeurópaiként ismert nyelvcsaládra az indogermán nyelvek fogalmát. 1823-ban jelent meg fő indogermanisztikai műve, az Asia polyglotta, amelyben mintegy ötven ázsiai nyelv rokonsági kapcsolatait térképezte fel, és közreadta elméletét az indogermán népek és nyelvek elterjedéséről. Összehasonlító vizsgálataiban azonban csupán a szógyökök hangzás- és jelentésbeli egyezéseit vette figyelembe, s nem tulajdonított kellő jelentőséget a nyelvek alaktani és szóképzési sajátosságainak, ezért következtetései sok esetben elnagyoltak vagy éppen tévesek voltak. Noha Bábel tornyának létezését vitatta, nyelvészeti munkásságának nem titkolt célja – az indogermán nyelvek eredetének megvilágítása mellett – a bibliai özönvíz előtti ősnyelv rekonstruálása volt. Végül a nyelvek sokszínűségéből arra a következtetésre jutott, hogy az alapnyelvek már az özönvíz előtt kialakultak, és a különböző magaslatokra menekülő, kisszámú túlélők őrizték meg az ősnyelveket (Stammsprache).
Elmélete szerint az így fennmaradt reliktumnyelvekből alakult ki később az a tizenhárom nyelvcsalád, amelyekre Klaproth a világ nyelveit felosztotta és amelyeket az egyes hegycsúcsokról nevezett el. Elgondolásának megfelelően a mai német népnek bizonyos szempontból etnikai-nyelvi őseinek tekintett gótok a Himalája csúcsairól Skandinávián keresztül érkeztek Európába, a többi germán törzs őshazája pedig a Kaukázusban, nevezetesen az Ararát-hegy csúcsán keresendő. Fejtegetései nem csupán a jelenkor közismert tudományos elméleteit figyelembe véve tűnhetnek fantazmagóriáknak, de már az 1840-es években is heves támadások érték értelmezését. Elméletének publikálásával ugyanakkor nagy szerepet játszott abban, hogy a korban rögzült nyelvtörténeti felfogást megingatva – mely szerint a német nép és nyelv őshazája a Gangesz völgyében keresendő – utat nyisson egyéb filológiai értelmezéseknek.
1807–1808-as kaukázusi tanulmányútja alkalmával kiterjedt földrajzi, nyelvészeti és néprajzi megfigyeléseket végzett. Poroszországba hazatérve, majd Párizsban több kötetben adta közre beszámolóját és úti jegyzeteit, amelyek az európai Kaukázus-kutatás nagy hatású, ösztönző műveinek bizonyultak. Ugyanakkor írásainak tudományos megbízhatósága vitatott. Kevéssel halála után, 1836-ban Andreas Johan Sjögren néprajzkutató mutatott rá, hogy a Klaproth könyveiben szereplő utak java részére nem került sor, hanem feltehetően korábbi írott források és mások szóbeli elmondása alapján állította össze „beszámolóit”. Már életében is több támadás érte személyét, így például az 1810-es évek elején az a feltételezés járta, hogy Szentpétervárról nagy tudományos értékű kéziratokat tulajdonított el, párizsi tartózkodása során pedig elterjedt a pletyka, miszerint Poroszország számára kémkedik.
Szakirodalmi munkái mellett még egyetemi hallgatóként, 1802-ben Weimarban indította útjára az Asiatisches Magazin című orientalisztikai folyóiratot. Később közreműködött a Fundgruben des Orients című osztrák kiadványsorozat és a Journal Asiatique című párizsi szaklap szerkesztésében. A keleti nyelvek népszerűsítése terén kifejtett tevékenységének részeként az 1800-as években Vilnában (ma Vilnius) orientalisztikai iskolát alapított.

### Társasági tagságai és elismerései
Távol-keleti és kaukázusi útjai során végzett tudományos munkája elismeréseképpen 1809-ben az Orosz Tudományos Akadémia tagja, egyúttal az orosz udvari tanácsosi cím és a Szent Vlagyimir-rend birtokosa lett. 1834-ben a Magyar Tudós Társaság külső tagjává választották.

### Főbb művei
- Archiv für asiatische Litteratur, Geschichte und Sprachkunde. St. Petersburg, 1810
- Reise in den Kaukasus und nach Georgien I–II.: Unternommen in d. Jahren 1807 u. 1808. Halle: Hallische Waisenhaus, 1812–1814
Angolul: Travels in the Caucasus and Georgia, performed in the years 1807 and 1808. London: Colburn, 1814
- Kaukasische Sprachen: Anhang zur Reise in den Kaukasus und nach Georgian. Halle: Hallische Waisenhaus, 1814
- Supplément au dictionnaire chinois-latin, du P. Basile de Glemona. Paris: Imprimerie Royale, 1819
- Abhandlung über die Sprache und Schrift der Uiguren. Paris: Königliche Druckerey, 1820
- Tripartitum, seu De analogia linguarum libellus. Viennae: Beck, 1820–1823
- Verzeichniss der chinesischen und mandshuischen Bücher und Handschriften der Königlichen Bibliothek zu Berlin. Paris: Königliche Druckerei, 1822
- Asia polyglotta. Paris: Eberhart, 1823
- Tableaux historiques de l’Asie, depuis la monarchie de Cyrus jusqu’à nos jours, accompagnés de recherches historiques et ethnographiques sur cette partie du monde. Paris: Schubart, 1826
- Mémoires relatifs à l’Asie I–III. Paris: Dondey-Dupré, 1826–1828
- Vocabulaire et grammaire de la langue géorgienne. Paris: Dondey-Dupré, 1827
- Tableau historique, géographique, ethnographique et politique du Caucase et des provinces limitrophes entre la Russie et la Perse. Paris: Ponthieu, 1827
- Chrestomathie mandchou ou, Recueil de textes mandchou. Paris: Imprimerie Royale, 1828
- Examen critique des travaux de feu M. Champollion, sur les hiéroglypes. Paris: Dondey-Dupré, 1832
- Chrestomathie chinoise. Paris: Cassin, 1833
- Annales des empereurs du Japon (Nihon Ōdai Ichiran), Paris, 1834

## További irodalom
- Hartmut Walravens: Julius Klaproth (1783–1835): Briefe und Dokumente. Wiesbaden: Harrassowitz. 1999.